# Kamila Nývltová
Kamila Nývltová (* 28. června 1989 Trutnov) je česká zpěvačka, známá účinkováním v pěvecké soutěži X Factor.

## Život
Po účinkování v soutěži X Factor v roce 2008, kde se umístila v TOP 5 a zvítězila v kategorii zpěváků do 25 let, působí od roku 2008 jako sólistka Divadla Broadway a Divadla Hybernia. Ztvárnila hlavní role v muzikálech Kleopatra (role Kleopatry), Dracula (role Adriany/Sandry, Lorraine), Angelika (role Angeliky). Od září 2012 působí také v Hudebním divadle Karlín v hlavní roli nubijské princezny v muzikálu Aida. Dále účinkuje v multižánrovém představení Lidoskop v Divadle Hybernia.
V roce 2010 vydala své debutové album s názvem „Kamila Nývltová“ a natočila videoklip k písni „Son Of A Preacher Man“. V červenci 2012 představila druhý videoklip na skladbu od Daniela Hádla „Něco jsi slíbil“.
Účinkovala ve filmu Jedlíci aneb Sto kilo lásky v režii Tomáše Magnuska z roku 2013. Kamila Nývltová je patronkou pěvecké soutěže pro začínající zpěváky s mezinárodní účastí Česko zpívá.
V roce 2013 představila nové vánoční album Vánoční dárek, které obsahuje i duet se zpěvačkou Lucií Bílou.
Kamila Nývltová natočila nový videoklip k písni „Je to hřích“, který otextovala Petra Cvrkalová a napsal zpěvák a skladatel Václav Noid Bárta, který se při natáčení ujal jak role režiséra, tak kameramana. Do repertoáru Kamily Nývltové patří mimo jiné světové a soul-popové, muzikálové, sváteční a vánoční písně (duety).
Ve volném čase jezdí Kamila na snowboardu, in-linech a hraje tenis. Ráda pracuje s dětmi, kterým se věnuje jako vedoucí a lektorka tance.[zdroj⁠?!]

## Diskografie

### CD a DVD muzikálu Dracula (2009–2010)
Kamilu Nývltovou lze také slyšet a vidět na CD i DVD obnovené verze muzikálu Dracula z Divadla Hybernia.

### CD Kamila Nývltová (2010)
První sólové CD vyšlo u Popron Music 8. února 2010. Jde o styl mezi soulem a popem, obsahuje však i muzikálové skladby. Jednou z nich je píseň Zůstávám, která měla být původně součástí muzikálu Carmen, ale v přípravných fázích byla nakonec vyškrtnuta. Poprvé se tedy objevuje na tomto CD, autorem hudby je Frank Wildhorn, české texty napsal Adam Novák. Zcela nové autorské písně jsou Pod vodou (hudba David Solař, text Zuzana Ďurdinová) a Něco jsi slíbil (hudba Daniel Hádl, text Jana Rolincová). V duetu Vím, že jsi se mnou s Kamilou Nývltovou zpívá Daniel Hůlka a v Já ti přísahám Marián Vojtko. K písni Son Of A Preacher Man vznikl videoklip, ve kterém jednu z rolí hraje Miroslav Hrabě.
1. Son Of A Preacher Man
2. Tell Me ‘Bout It
3. Pink Cadillac
4. When All Is Said And Done
5. I Love You I Do
6. Zůstávám (It All Goes On)
7. Něco jsi slíbil
8. Vím, že jsi se mnou
9. A tak Bože přání mám
10. Já ti přísahám
11. Pod vodou

### CD Vánoční dárek (2013)
V listopadu 2013 vydala album s názvem Vánoční dárek. CD obsahovalo vánoční písně, mimo jiné duety se zpěvačkou Lucií Bílou nebo zpěvákem Marianem Vojtkem.
- Producent: Daniel Hádl
- Vydavatel: Lewron Music center s.r.o.

1. Ave Maria – Beyoncé Knowles, Amanda Ghost, Ian Dench, Makeba Riddick, Mikkel Storleer Eriksen, Tor Erik Hermansen / Petra Cvrkalová
2. Krajinou tou bájnou (duet s Lucií Bílou) – Regney Noel, Shayne Gloria / Zbyšek Raška
3. Malé tiché štěstí – Martin Hugh, Blane Ralph / Eduard Krečmar
4. Sláva Glory – Tradicional / Eduard Krečmar
5. Kouzlo Vánoc – Taylor Swift, Liz Rose, Chapman / Věra Škaloudová
6. Přísahám, že jsem to já (duet s Marianem Vojtkem) – Foster David, Sager Carole / Václav Kopta
7. Mou dobrou zprávu hlásej – Tradicional / František Novotný
8. Kam hvězdy chodí spát – Tradicional / Ladislav Křížek
9. Je to hřích – Václav Noid Bárta / Petra Cvrkalová
10. Tichá noc – Gruber Franz Xaver / Tradicional

### CD Moje lásky (2016)
Album duetů.
- Producent: Miroslav Vydlák
- Vydavatel: Popron Music

1. Svět je jen sen (feat. Leona Machálková)
2. Žít vteřin pár (feat. Josef Vojtek)
3. Kráska a zvíře (Beauty And The Beast feat. Marian Vojtko)
4. Ve dvou být (feat. Ines Ben Ahmed)
5. Buď se mnou dál (feat. Michal David)
6. Když uvěříš (When You Believe feat. Michaela Gemrotová)
7. Kilo sem, kilo tam (feat. Olga Lounová)
8. Žárlení (feat. Vilém Čok)
9. Pevný bod (feat. Leoš Nývlt)
10. Sedmý pád

### Ostatní písně
1. Sedmnáct
2. Příběh
3. Je to hřích
4. Je to nebezpečné (Josef Vágner)
5. Jsem to já
6. Zkouším žít